# Großsteingräber bei Hoisdorf
Die Großsteingräber bei Hoisdorf waren zwei mögliche megalithische Grabanlagen der jungsteinzeitlichen Nordgruppe der Trichterbecherkultur bei Hoisdorf im Kreis Stormarn in Schleswig-Holstein, von denen eines vielleicht noch existiert. Dieses trägt die Fundplatznummer Hoisdorf LA 14.
Hans Hingt erwähnt in seiner 1959 erschienenen Monografie zur Vorgeschichte des Kreises Stormarn, dass nach Angaben des Bauern Niemeyer aus Hoisdorf auf einem Feld unterhalb der Ackerkrume ein Findling liegt, der auf kleineren, offenbar aufgerichteten Steinen ruht. Diese Beschreibung passt zur Grabkammer eines Großsteingrabs. Zur Orientierung und des Maßen liegen keine Angaben vor.
Vermutlich irgendwo in der Nähe von Grab LA 14 befand sich ein mögliches zweites Grab, das 1927 zerstört wurde. Hier wurden zwei Findlinge festgestellt und gesprengt.